# Газифікація відходів вуглезбагачення
Газифікація відходів вуглезбагачення - один із можливих напрямків використання горючої складової відходів вуглезбагачення є газифікація з отриманням генераторного газу з теплотою згоряння 3-5 МДж/м3. Установка для газифікації відходів відносно складна, а енергоємність отриманого газу у 8-10 разів менша, ніж у природного. Тому отриманий генераторний газ може бути використаний тільки у промислових котельних установках. Ці обставини й стримують розвиток такого методу утилізації відходів.
Відходи вуглезбагачення Донбасу з вмістом 20 % горючих речовин можна газифікувати з отриманням газу з теплотою згоряння 2,9-4,2 кДж/м3.